# Celastrina negesander
Celastrina negesander är en fjärilsart som beskrevs av Hans Fruhstorfer. Celastrina negesander ingår i släktet Celastrina och familjen juvelvingar. Inga underarter finns listade i Catalogue of Life.